# Francisco Ayala
Francisco Ayala, španski pisatelj, * 16. marec 1906, Granada, Andaluzija, Španija, † 3. november 2009, Madrid.
Ayala velja za enega največjih sodobnih španskih književnikov, ki so ustvarjali v drugi polovici 20. stoletja.